# Cixius albistriga
Cixius albistriga är en insektsart som beskrevs av Walker 1857. Cixius albistriga ingår i släktet Cixius och familjen kilstritar. Inga underarter finns listade i Catalogue of Life.